# UFC Fight Night: Shogun vs. Sonnen
UFC Fight Night: Shogun vs. Sonnen (también conocido como UFC Fight Night 26) fue un evento de artes marciales mixtas celebrado por Ultimate Fighting Championship el 17 de agosto de 2013 en el TD Garden, en Boston, Massachusetts.

## Historia
El evento contó con la primera emisión de UFC en Fox Sports 1.
El evento principal contó con un combate de peso semipesado entre el ex Campeón de Peso Semipesado de UFC Maurício Rúa y Chael Sonnen. La pelea fue vinculada para UFC 161, con Sonnen reemplazando a Antônio Rogério Nogueira, que había salido de la pelea por una lesión en la espalda.
Nick Ring se esperaba enfrentar a Uriah Hall en el evento. Sin embargo, Ring fue retirado de la pelea y fue reemplazado por Josh Samman. Samman posteriormente fue obligado a abandonar la pelea y fue sustituido por John Howard que regresaba a UFC.
Se esperaba que Akira Corassani se enfrentará a Mike Brown en el evento. Sin embargo, Corassani se retiró de la pelea y fue reemplazado por Steven Siler.
Se esperaba que Thiago Alves se enfrentará a Matt Brown en el evento. Sin embargo, Alves se retiró de la pelea alegando una lesión y fue reemplazado por Mike Pyle.
Se esperaba que Andy Ogle se enfrentará a Conor McGregor en el evento. Sin embargo, Ogle se retiró de la pelea alegando una lesión y fue reemplazado por Max Holloway.

## Premios extra
Cada peleador recibió un bono de $50,000.
- Pelea de la Noche: Brad Pickett vs. Michael McDonald
- KO de la Noche: Travis Browne y Matt Brown
- Sumisión de la Noche:  Chael Sonnen y Michael McDonald